# Virgen del Árbol Seco

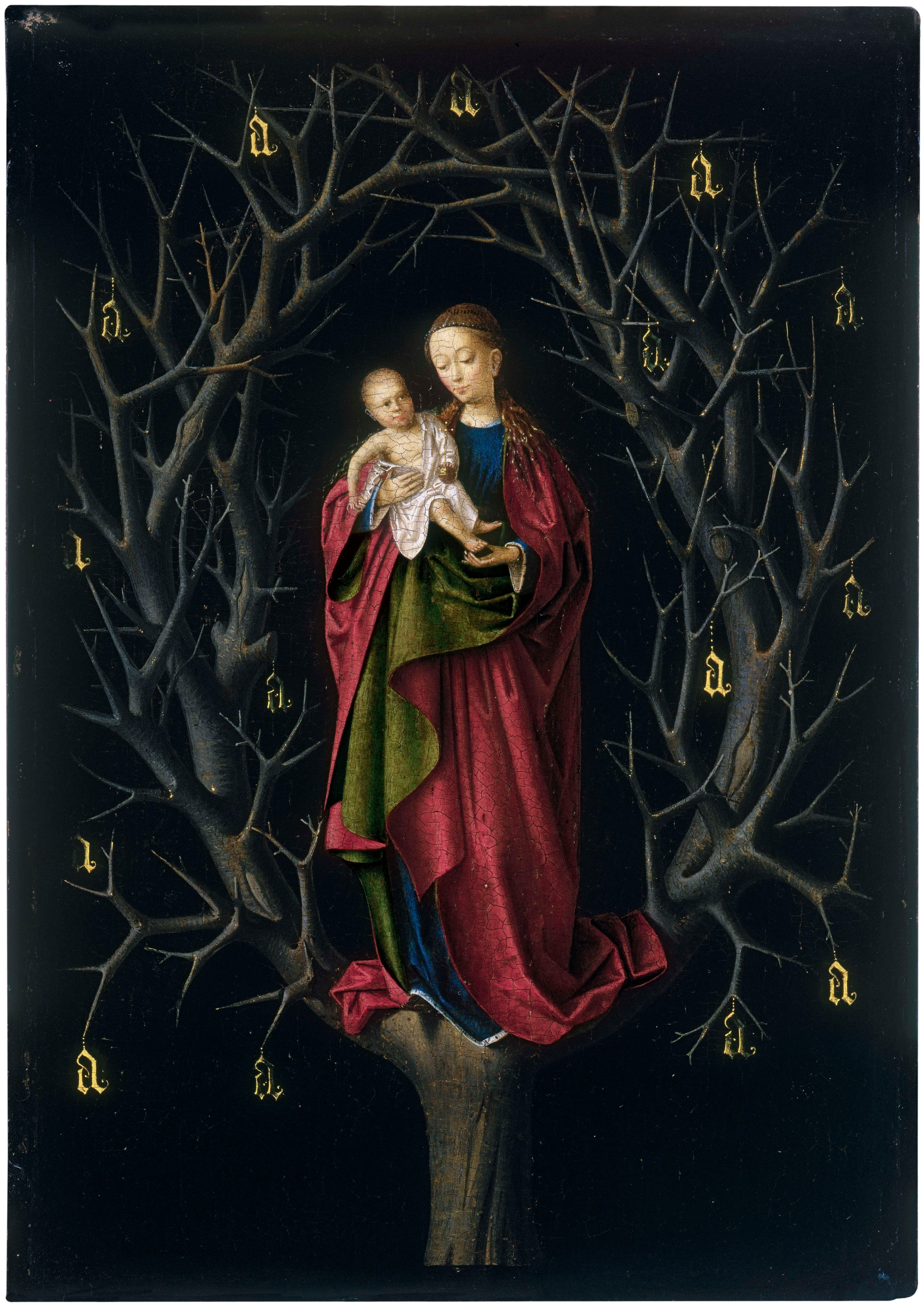
Virgen del Árbol Seco, Museo Thyssen-Bornemisza, Madrid; 14,7 x 12,4 cm.

La Virgen del Árbol Seco  es una pequeña pintura al óleo sobre tabla de roble fechada c. 1462-1465, atribuida al pintor primitivo flamenco Petrus Christus. Muestra a la Virgen María con el Niño de pie sobre el tronco de un árbol muerto e incorpóreo, contra un fondo liso negro. La imagen es inusualmente oscura y dramática al mostrar a una mujer rodeada de afiladas ramas negras y marchitas que sugieren una corona de espinas.
El panel no está firmado y se desconoció hasta 1919, cuando fue examinado por la historiadora del arte Grete Ring, que lo atribuyó a Christus, identificó su iconografía y le asignó su título actual. Las circunstancias del encargo y la iconografía de la obra todavía están relativamente poco estudiadas, aunque su pequeño tamaño indica que estaba destinada a la devoción privada.
Se cree que la imagen cruda e inquietante deriva del Libro de Ezequiel, donde el Árbol Seco (o Árbol Solitario) representa una versión marchita y muerta del Árbol del Conocimiento del Jardín del Edén, devuelto a la vida por la presencia de la Virgen y Cristo. Las quince "A" doradas que cuelgan de las puntas de algunas ramas pueden representar la primera letra del Ángelus, Angelus Domini nuntiavit Mariae. La pintura se inspira probablemente en la devoción de la Cofradía de Nuestra Señora del Árbol Seco de Brujas, a la que Christus y su esposa Gaudicine se unieron para integrarse en los círculos más elevados de la sociedad de la ciudad.

## Descripción

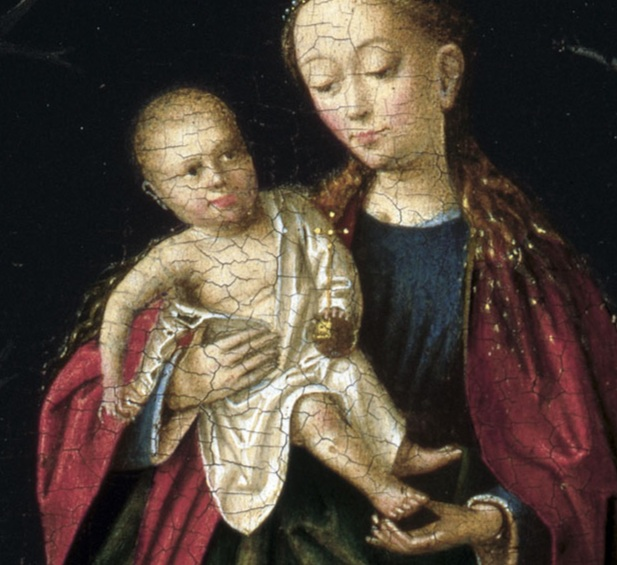
Detalle que muestra a un Jesús inquieto sosteniendo un orbe decorado con la cruz. En algunos relatos medievales, su resurrección haría que las hojas del Árbol de la Vida volvieran a florecer.

María está de pie en la bifurcación del árbol estéril, rodeada de ramas delgadas y puntiagudas en un arco ovalado que se extiende a su alrededor. Sujeta al Niño con un brazo y con el otro sostiene delicadamente uno de sus pies colgantes.  Los pliegues de su manto de color rojo brillante, con su forro verde, están pintados con líneas nítidas y esculturales. Aparte de una fina banda de armiño en el dobladillo, el vestido es sencillo y sin adornos;  el atuendo se parece mucho al de la Virgen de Exeter.  Inusualmente para una Virgen nórdica, su rostro está individualizado; sus rasgos no son suaves ni redondeados como en los modelos idealizados, y su expresión es menos sugestiva que la de las Madonnas anteriores o los retratos femeninos profanos.  El historiador del arte Joel Upton la describe como una "figura cálida y humana... muy atractiva y, sin embargo, serena y recatada como la Madre de Dios". 

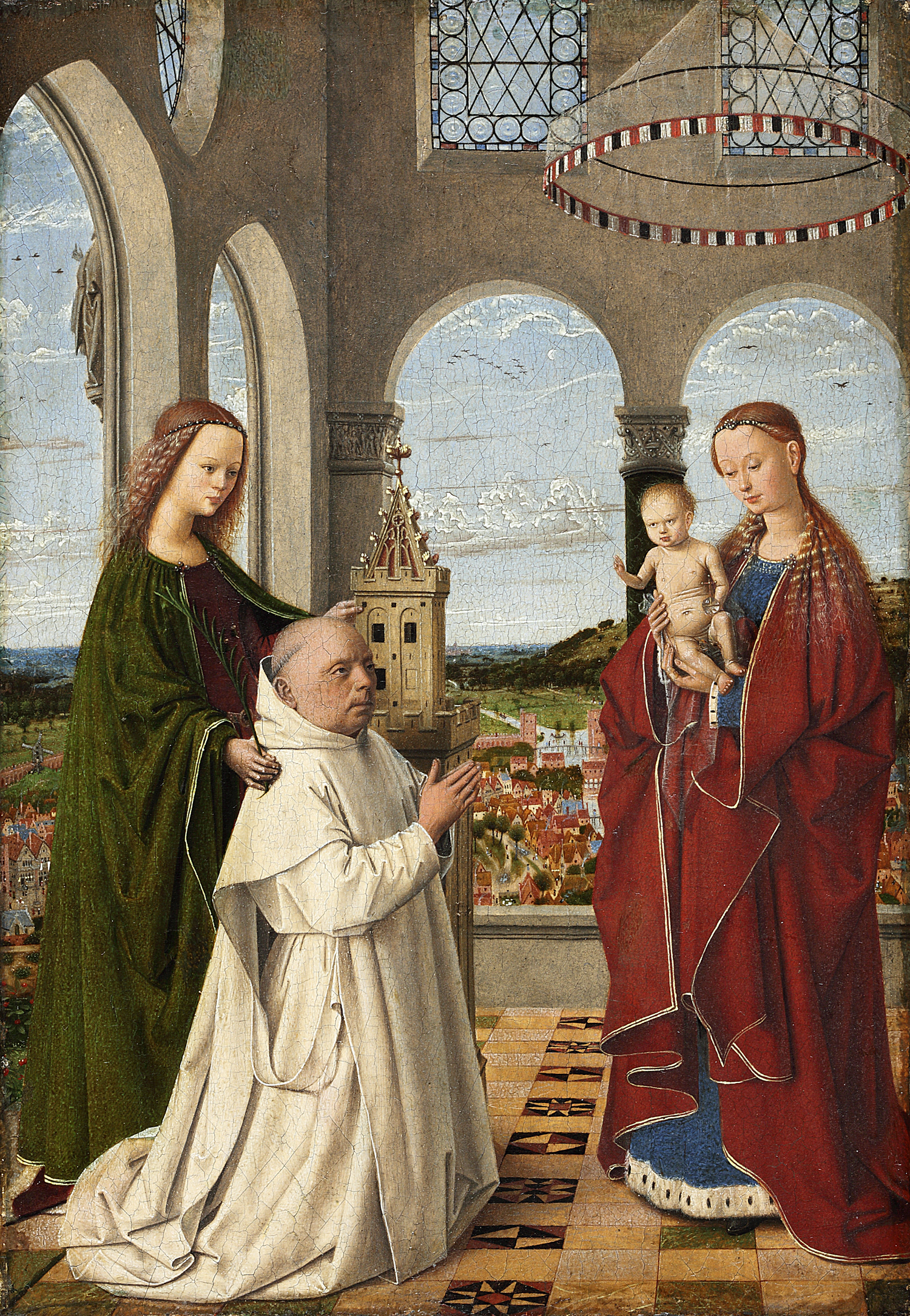
La Virgen de Exeter, Petrus Christus, c. 1444. Gemäldegalerie, Berlín.

La representación del Niño probablemente deriva de Rogier van der Weyden, dada su alegría y amable expresión facial. Como Christus podría no haber tenido acceso a la obra del maestro mayor, la influencia probablemente fue de segunda mano, tal vez a través de las pinturas de Hans Memling. 
El panel adopta una escala ilusionista, quizás influenciada por la Madonna Durán de van der Weyden, en la que María es colocada también en un espacio indefinido que parece mucho más pequeño que su presencia física.  Tanto las figuras de Rogier como las de Christus son igualmente más grandes que la escala y están apretadas dentro de un nicho poco profundo y escultórico, muy iluminadas en comparación con el fondo negro.  Christus emplea técnicas de trampantojo en varios detalles, creando un efecto tridimensional que se suma a la extrañeza y la atmósfera incorpórea. Notablemente en la mano de la Virgen que se encuentra debajo de los dedos de los pies del niño, en el orbe que el pequeño sostiene en su mano izquierda y en las letras de oro que cuelgan de las ramas del árbol. 
La radiografía indica que se utilizaron pequeños dibujos preparatorios, fuera de una serie de líneas regladas, para posicionar las figuras y los elementos circundantes dentro del diseño general. La historiadora del arte Maryan Ainsworth señala que esto es típico de los paneles más pequeños de Christus, algunos de los cuales pueden considerarse miniaturas, y lo compara con los manuscritos iluminados contemporáneos. 

## Cofradía

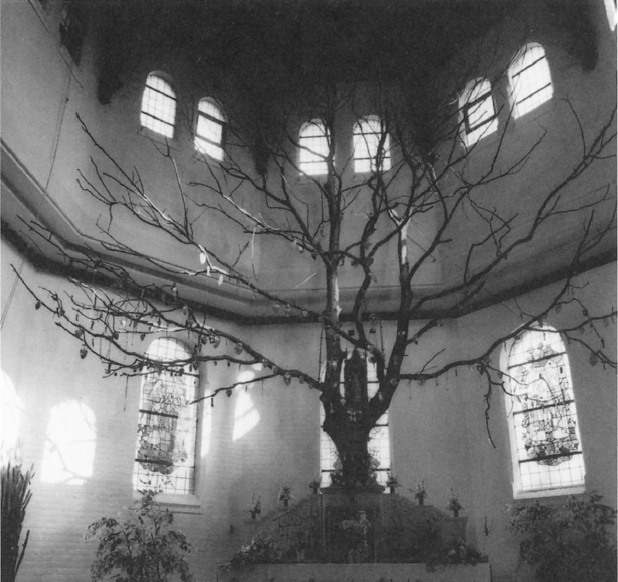
Nuestra Señora del Roble Meerveldhoven, Veldhoven, Países Bajos. Árbol de culto con imagen de la Virgen venerada desde el.

El cuadro tiene relación con la cofradía de "Nuestra Señora del Árbol Seco".   La cofradía estaba estrechamente asociada con Felipe el Bueno, quien, según creían, rezó a una imagen de la Virgen tallada en un árbol durante una batalla contra los franceses; después de su victoria se dice que estableció "Nuestra Señora del Árbol Seco", aunque está documentado que ya existía en 1396.   Su sello, visible en los libros de contabilidad existentes, muestra un árbol seco y espinoso con Aes colgando. 
La cofradía se reunía en una capilla de la Iglesia Franciscana de los Minoritas (Minoritenkirche).  La membresía estaba restringida al escalón más superior de la sociedad borgoñona e incluía a la esposa de Felipe, Isabel de Portugal, la mayoría de los principales nobles borgoñones y familias de clase alta y ricos mercaderes extranjeros de Brujas, como los Portinari.  Christus y su esposa Guadicine fueron incluidos como miembros en 1462 y aparecen en la lista de nuevos miembros al año siguiente.     Se unió a la fraternidad por la misma razón que lo haría Gerard David algunos años más tarde:   para establecerse entre la alta sociedad de Brujas y atraer patrocinadores ricos.  Un contrato de 1469 que Christus firmó conjuntamente indica que pudo haber asumido una función administrativa para la organización, además de ser miembro de la junta. 
Aunque la iconografía está claramente asociada con la cofradía, no se sabe si Christus recibió el encargo de la organización o de un miembro individual. El inventario de la cofradía de 1495 no incluye ninguna pintura del Árbol Seco. Su pequeño tamaño sugiere que fue encargado como pieza devocional privada. 

## Iconografía
El árbol marchito y espinoso puede ser una representación oscura del bíblico "Árbol del Conocimiento". Los historiadores del arte lo ven como una metáfora del pecado original, y que permanecerá muerto hasta que sea redimido por la segunda venida de Cristo. La iconografía tal vez esté basada en Ezequiel 17:24: "...y todos los árboles del campo sabrán que yo, el Señor, derribé el árbol alto, enaltecí el árbol bajo, sequé el árbol verde, e hice florecer el árbol seco".  

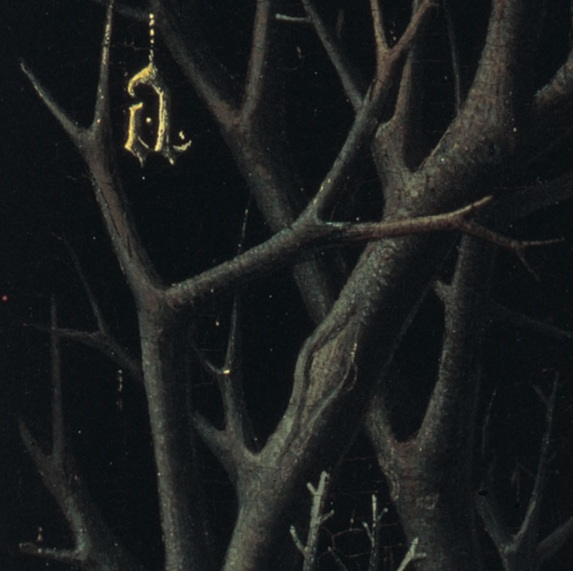
Letra dorada A colgando de una rama oscura y marchita.

El filósofo francés Guillaume de Deguileville (n. 1295) escribió en Le Pèlerinage de l'Âme ("La peregrinación del alma") que así como el Árbol del Conocimiento recibió un injerto del Árbol de la Vida, devolviéndolo a la vida, la estéril Santa Ana dio a luz a María. Ainsworth ve el panel como "una traducción casi literal del texto de Deguileville": el injerto verde simboliza a María, quien a su vez da a luz al niño Jesús, "el fruto de este crecimiento y Salvador de la humanidad".  El orbe y la cruz en sus manos y las espinas puntiagudas formando una corona circundante indican su papel como Salvador, mientras que el árbol seco en sí puede ser una representación tanto de la Caída del Hombre como de la Redención. 
Las 15 letras A doradas que cuelgan de las ramas generalmente se interpretan como abreviaturas de la oración Avemaría ("Ave María").  Su número puede aludir a las 150 Avemarías recitadas en el rosario contemporáneo; es decir, 15 rondas de 10 décadas, aunque esta forma no se hizo popular hasta 1475, unos diez años después del panel de Christus.  Se han propuesto otras dos interpretaciones. Una es que simbolizan un cenador, como otras obras devocionales similares muestran los árboles en un cenador. Hugo van der Velden sugiere la posibilidad de que la pieza haya sido encargada por un miembro de la cofradía, Anselmo Adorno (m. 1464), cuyo interés en el trabajo devocional se evidencia por su posesión del San Francisco recibiendo los estigmas de van Eyck. 
Ainsworth describe la oscuridad de la iconografía como algo sin precedentes en la pintura flamenca.  El historiador del arte Bernhard Ridderbos ve el panel como una "imagen de culto milagrosa" única, más que como una típica ilustración tardomedieval de una escena bíblica.  Su tamaño de 14,7 x 12,4 cm sugiere que casi con certeza se pretendía que fuera un objeto devocional personal íntimo con la atención del espectador dirigida únicamente a la madre, el niño y el árbol;  su presentación e inmediatez atrae hasta el punto de convertirse en una "extensión subjetiva" de la realidad. 

## Citas y atribución

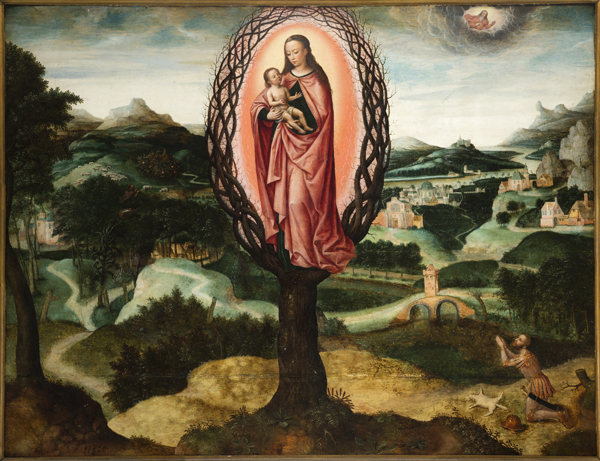
Pieter Claeissens.

La mayoría de los eruditos sugirieron una fecha de finalización entre mediados de la década de 1440 y principios de la de 1460, basándose en factores como la túnica roja casi idéntica usada por María en la Madonna de Exeter de Christus y las similitudes de esa pintura con la de van Eyck c. 1441 Virgen de Jan Vos.  Lo más probable es que una fecha de 1462-63 o posterior sea correcta, basándose en la relación de Christus con la Cofradía del Árbol Seco,  y las influencias estilísticas de van der Weyden incorporadas en las obras posteriores de Christus. 
Grete Ring fue la primera historiadora del arte que realizó un estudio completo de la pintura, cuando en 1919 la atribuyó definitivamente a Christus, algo que no ha sido cuestionado desde entonces. 
El panel es muy similar al panel central de un tríptico de 1620 de Pieter Claeissens el Joven, que podría inspirarse en las mismas fuentes. 

## Procedencia
La pintura estaba en la colección de Ernst Oppler, Berlín, antes de 1919.  Ese año Ring publicó el primer análisis del cuadro, atribuyéndolo a Christus en su artículo "Onse Lieve Vrauwe ten Drooghen Boome" para el Zeitschrift für bildende Kunst.   Pasó a la colección de Fritz Thyssen en Mülheim,  antes de que fuera adquirido por el multimillonario suizo Hans Heinrich Von Thyssen para el Museo Thyssen-Bornemisza, Madrid, en 1965.  
Se exhibió en la Galería Nacional de Arte de Washington D. C. en octubre de 1981 como parte de un préstamo del Thyssen-Bornemisza. 

### Citas
1. ↑  Ainsworth (1994), p. 165
2. 1 2 3 4  Upton (1990), p. 60
3. 1 2 3  Ainsworth (1994), p. 164
4. ↑  Ainsworth (1994), p. 161
5. ↑  Nosow (2012), p. 144
6. ↑  Van der Velden (1997), p. 89
7. ↑  Ainsworth (1994), pp. 103; 115
8. ↑  Van der Velden (1997), p. 98
9. ↑  Paumen, Vanessa. "Petrus Christus". Flemish Art Collection, 1999. Recuperado el 30 de abril de 2021
10. ↑  Borobia, Mar. "The Virgin of the dry Tree ca. 1465". Museo Thyssen-Bornemisza. Recuperado el 2 de agosto de 2020.
11. 1 2  Upton (1990), p. 62
12. 1 2 3 4 5  Ainsworth (1994), pp. 164-165
13. ↑  Ainsworth (1994), p. 164.
14. 1 2  Van der Velden (1997), 91
15. ↑  Ainsworth (1998), p. 34
16. ↑  Ainsworth (1994), p. 16
17. ↑  Richardson (2007), p. 73
18. ↑  Sterling (1971), p. 19
19. ↑  Hand (1987), p. 41
20. ↑  Kren; McKendrick; et al. (2004), p. 344
21. ↑  Ainsworth (1994), p. 17
22. 1 2 3 4 5 6  Ainsworth (1994), p. 162
23. 1 2  Rosenbaum (1979), 108
24. ↑  Van der Velden (1997), p. 108
25. ↑  Van der Velden (1997), p. 109
26. ↑  Ridderbros (2005), pp. 401-402
27. ↑  Upton (1990), p. 65
28. 1 2  Borobia, Mar. "The Virgin of the dry Treeca. 1465". Museo Thyssen-Bornemisza. Recuperado 2 de agosto de 2020
29. ↑  Ainsworth (1994), p. 164
30. ↑  Apple, R. W. Jr. "Correspondent's Choice; Favorita: A Wealth Of Art In Lungano". New York Times, 15 July 1984. Recuperado 30 de abril de 2021
31. ↑  "57 Old Masters to Tour". New York Times, 30 de marzo de 1979. Recuperado 30 de abril de 2021